# Théorie ouah-ouah
Pour les articles homonymes, voir Ouah ouah (homonymie).

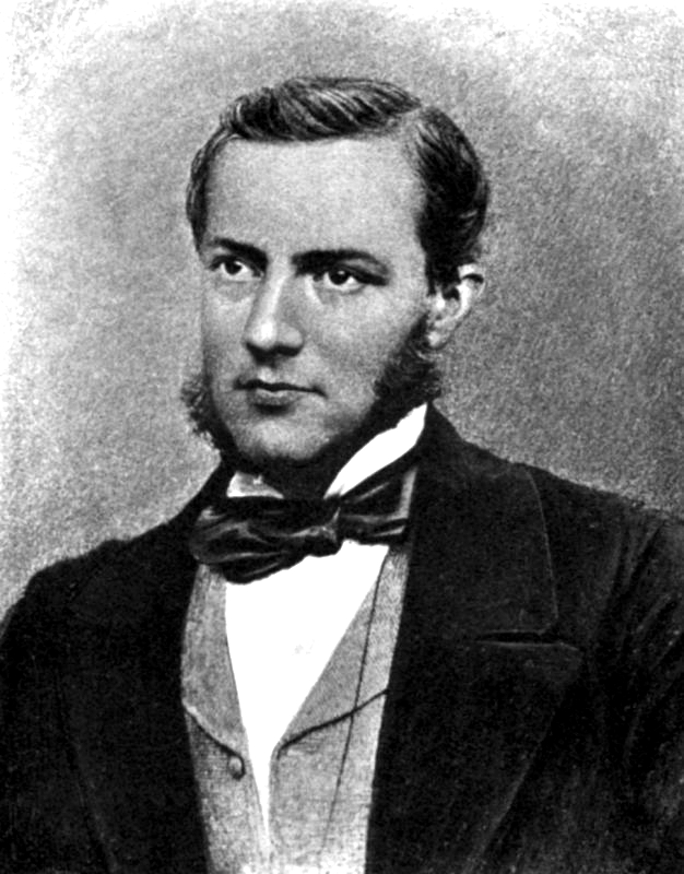
le philologue Max Müller a introduit le terme de « théorie ouah-ouah » pour en contester les principes.

Le terme générique de théorie ouah-ouah est utilisé pour désigner un des types de théories émises par divers auteurs, parmi lesquels Jean-Jacques Rousseau et Johann Gottfried Herder, sur l'origine du langage humain. 
Selon les théories ouah-ouah, les premières langues humaines se sont développées à partir d'onomatopées, soit des imitations de sons naturels. Le terme « théorie ouah-ouah » (Bow-wow theory) a été introduit dans la littérature anglophone par le philologue d'origine allemande Max Müller, qui se montrait critique vis-à-vis de cette notion. 
Les théories ouah-ouah ont été largement discréditées en tant qu'explication de l'origine du langage. Toutefois, certaines théories contemporaines suggèrent que les capacités d'imitation générales peuvent avoir joué un rôle important dans l'évolution du langage. 
Dans la typologie humoristique de ce qu'il considère être des théories fantaisistes sur l'origine des langues, Max Müller oppose la théorie ouah-ouah 
- à la théorie peuh-peuh (Pooh-pooh theory), selon laquelle le langage originel aurait été constitué d'interjections ;
- et à la théorie ding-dong, selon laquelle l'homme aurait été à l'origine une sorte de cloche perfectionnée capable de rendre tous les sons[5].

En revanche, Müller s'est un temps montré séduit par la théorie ho-hisse, selon laquelle il s'agirait de grognements, également à l'origine de chants.